# Balletdanser

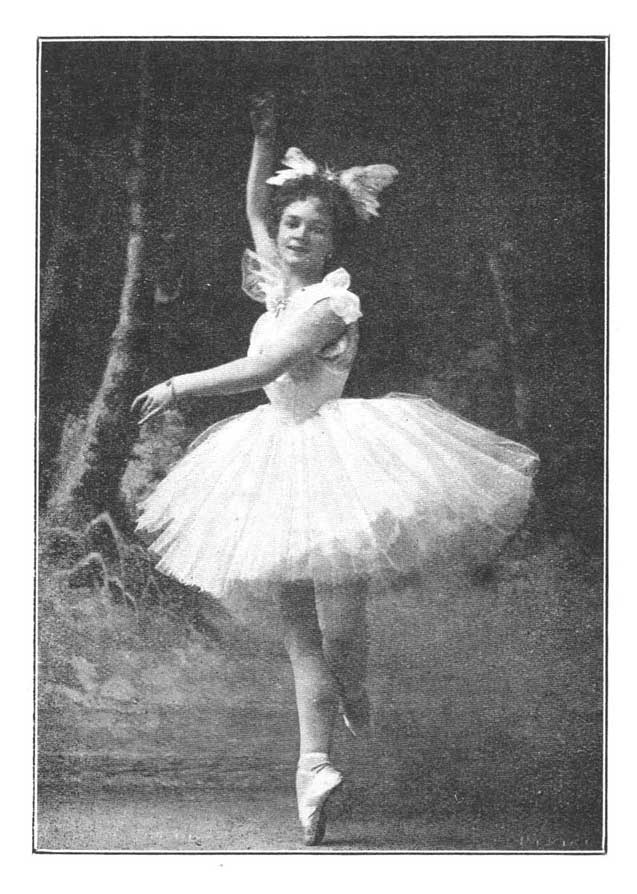
Balletdanseres Adeline Genée Gutenberg

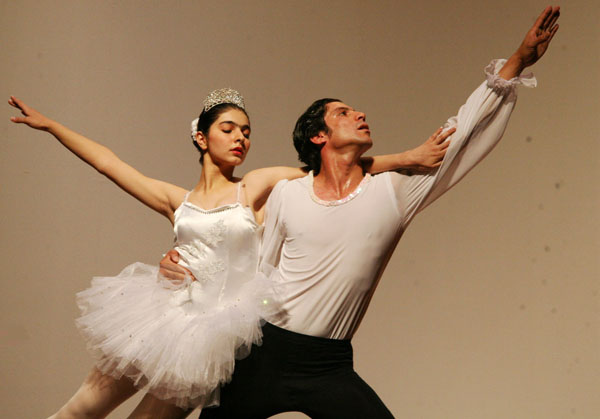

Een balletdanser is iemand die beroepsmatig of als amateur ballet danst.

## Onderwijs en voorbereiding
Wie graag een professioneel danser wil worden, begint vaak al op vroege leeftijd met balletles. Er zijn diverse methoden die gebruikt worden in het balletonderwijs zoals Vaganova, Cecchetti en de RAD-stijl (een afkorting van Royal Academy of Dance). De meeste dansers beginnen op een reguliere balletschool in een stad of dorp. Op een bepaalde leeftijd kunnen zij auditie doen voor een professionele balletopleiding. In Nederland biedt de Academie voor Theater en Dans een bekende balletopleiding, maar daarnaast bieden ook de European School of Ballet en Lucia Marthas Institute for Performing Arts een dansopleiding aan. 
Na het afronden van een professionele balletopleiding kunnen dansers in dienst treden van een balletgezelschap. Sommige professionele balletscholen hebben een samenwerking met een bepaald balletgezelschap. Dit is bijvoorbeeld het geval bij The Royal Ballet School en de Elmhurst Ballet School. Leerlingen die een professionele balletopleiding hebben afgerond, reizen vaak de wereld rond om audities te doen bij allerlei verschillende gezelschappen of doen digitaal auditie. Wanneer een balletdanser in dienst treedt bij een gezelschap heeft hij of zij nog steeds dagelijks balletles. Deze dagelijks balletles vormt de basis voor een dag van repetities en het dansen tijdens een voorstelling in de avonden. De dagelijkse balletles bij een professioneel gezelschap wordt soms gegeven door een gastdocent en volgt dezelfde structuur als een les bij een reguliere balletschool. De les begint aan de barre en verplaatst zich dan naar oefeningen in het centrum van de zaal, waarbij de barre niet meer gebruikt wordt. De dagelijkse balletles is belangrijk om de techniek scherp te houden en om op te warmen voor de rest van de dag, die gevuld zal zijn met repetities en voorstellingen. Iedere balletdanser volgt na de dagelijkse les een eigen schema, afhankelijk van de rol in het gezelschap en voor welke balletten de danser gecast is. Balletdansers gaan vaak al op jonge leeftijd met pensioen. Sommige balletdansers krijgen een andere rol aangeboden binnen een gezelschap, bijvoorbeeld als balletmeester of répétiteur. Andere balletdansers besluiten zich na hun pensioen om te scholen tot bijvoorbeeld balletdocent of fysiotherapeut.

### Internationale evenementen en studiebeurzen
Wereldwijd worden er evenementen georganiseerd zoals de Youth America Grand Prix (YAGP) en de Prix de Lausanne die jonge dansers de gelegenheid bieden om aan de wereld te laten zien wat ze in huis hebben. De beste dansers kunnen via deze evenementen ook in de prijzen vallen voor een beurs om verder te studeren aan gerenommeerde balletscholen, zoals de John Cranko Schule (vernoemd naar John Cranko) in Duitsland en de Académie de Danse Classique Princesse Grace in Monaco. De Prix de Lausanne wordt jaarlijks gehouden in Lausanne (Zwitserland), terwijl de YAGP plaatsvindt op diverse locaties in de Verenigde Staten en online (YAGP Asia Pacific).

### Nevenfuncties
Veel balletdansers zijn naast hun werk ook actief als model of zijn ingehuurd door een merk voor balletkleding als 'ambassador'. Grote modemerken huren soms ook balletdansers in om mee te doen aan een modeshow. Sommige balletdansers hebben een eigen YouTube-kanaal, zetten zich in voor een stichting of schrijven een boek. Bekende balletdansers die ook een YouTube-kanaal hebben, zijn Kathryn Morgan, Ella Slingsby, Maria Khoreva, Claudia Dean en Tara-Brigitte Bhavnani. Een bekende balletdanseres die een boek heeft gepubliceerd, is Michaela DePrince (Ze noemden me duivelskind).

## Blauw bloed en ballet
Ballet is vaak ook een onderdeel van een koninklijke opvoeding. In Nederland kreeg prinses Margriet als kind balletles en in Zweden en de Verenigde Staten krijgen ook de Zweedse prinsesjes Estelle en Leonore balletles. Zowel prinses Margriet als prinses Beatrix zijn liefhebbers van ballet en prinses Margriet is beschermvrouwe van balletgezelschap Introdans.

## Voorkomen van blessures
Sinds de jaren negentig is er in de balletwereld veel aandacht voor het voorkomen van blessures. Veel balletgezelschappen hebben een eigen fysiotherapeut in dienst en tal van voorzieningen voor dansers, zoals een pilatesstudio en andere voorzieningen. Het Australian Ballet heeft een bepaalde oefening ontwikkeld welke inmiddels overgenomen is door balletgezelschappen overal ter wereld. Deze oefening, genaamd calf raises, blijkt zeer effectief te zijn voor het voorkomen van blessures.

## Titels naar rang en sekse
In de traditie van het ballet krijgen de dansers een naam aan de hand van hun geslacht. Een man is een danseur en een danseuse is een vrouw.
Hoewel de term ballerina (Italiaans voor "vrouwelijke danser") tegenwoordig voor elke balletdanseres gebruikt wordt, was het vroeger enkel een titel voor de meest exceptionele danseressen. Het mannelijke equivalent hiervan is ballerino. In de opera worden deze vrouwen diva's genoemd. De volgende rangen worden onderscheiden:

### Vrouwen
Titel in rang voor vrouwen:
- Prima ballerina assoluta of eerste solist (hoofdrol)
- Prima ballerina, premier sujet of première danseuse of tweede solist (grote rollen naast de hoofdrol)
- Grand sujet (kleine solorollen)
- Coryphée (soli in kleine groepjes)
- Corps de ballet (de grote groep dansers, vergelijkbaar met het koor in de muziek)

### Mannen
Titel in rang voor mannen:
- Premier danseur noble
- Premier danseur
- Danseur
- Grand sujet
- Coryphée
- Corps de ballet

### In opleiding
- Elévès: jonge dansers vanuit de Junior Company starten bij een groot gezelschap in de rang van élève om ervaring op te doen in de grote klassieke balletten
- Junior Company: jonge talenten tussen ongeveer 17 en 20 jaar die podiumervaring opdoen voordat ze in dienst treden bij een groot balletgezelschap